# Sana Ben Achour
Sana Ben Achour (tiếng Ả Rập: سناء بن عاشور, sinh năm 1955) là một học giả, luật sư và nhà hoạt động người Tunisia, và là một chuyên gia về luật công. Bà là giáo sư luật công tại Khoa Khoa học Pháp lý, Chính trị và Xã hội tại Đại học Carthage. Bà hoạt động trong một số tổ chức nữ quyền, và đã thành lập một nơi trú ẩn của phụ nữ.

## Cuộc sống ban đầu
Sana Ben Achour sinh ra ở La Marsa, Tunisia năm 1955, con gái của nhà thần học Mohamed Fadhel Ben Achour (1909-1970). bà là em gái của Rafâa và Yadh Ben Achour.

## Sự nghiệp
Sự nghiệp của Ben Achour tập trung vào giáo dục pháp lý và nghiên cứu khoa học về luật, và công việc của bà bao gồm bốn lĩnh vực chính: chủ nghĩa đô thị và di sản văn hóa, luật pháp Tunisia trong thời kỳ thuộc địa, địa vị của phụ nữ, và dân chủ và tự do dân sự.
Một nhà hoạt động cam kết bình đẳng và quyền công dân, bà tham gia vào một số tổ chức: Hiệp hội Phụ nữ Dân chủ Tunisia (Hiệp hội tunisienne des femmes démocrates - ATFD), trong đó bà là chủ tịch, Hiệp hội Phụ nữ Nghiên cứu và Phát triển, và Bình đẳng Maghreb 95. bà là thành viên của Ủy ban cao hơn về Nhân quyền và Tự do cơ bản, đồng thời là thành viên sáng lập của Hội đồng Tự do Quốc gia ở Tunisia.
Vào năm 2012, bà đã thành lập một nơi trú ẩn cho phụ nữ, Beity (bản dịch: Nhà của tôi), dành cho những bà mẹ đơn thân và những phụ nữ khác có nhu cầu, bao gồm cả những phụ nữ nghèo và bị lạm dụng.
Năm 2015, bà được đưa vào 100 Women của BBC), kỷ niệm phụ nữ thế kỷ 21 trên toàn thế giới.
Vào tháng 8 năm 2016, bà đã từ chối nhận Huân chương Cộng hòa từ Tổng thống Tunisia, Béji Caïd Essebsi để phản đối việc đối xử với phụ nữ ở đất nước bà.

## Ấn phẩm
- Bạo lực à l'égard des femmes: les lois du genre, Tunis, Réseau euro-méditerranéen des droits de l'homme, 2016
- Dictionnaire des termes et des express de la const hiến tunisienne, Tunis, Faculté des sc khoa Juridiques de Tunis, 2017, (Với Rafâa Ben Achour, Sarra Maaouia Kacem, Mouna Kraiem Dridi et Amira Chaouch)